# Zungaria

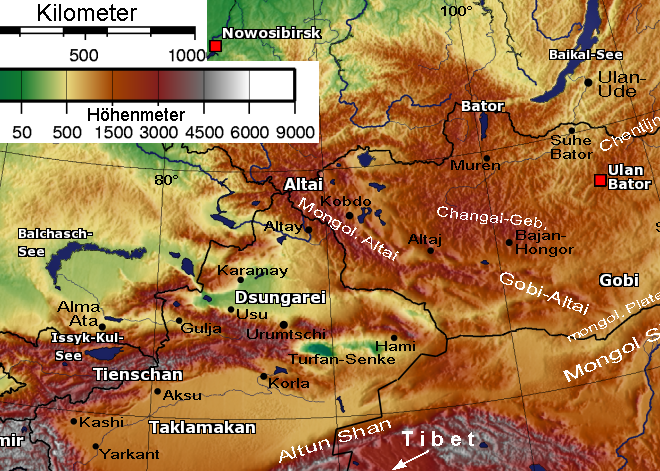
La Zungaria e il bacino del Tarim (deserto di Taklamakan) separati dai Monti Tien Shan.

La Zungaria (anche Giungaria, Sungaria; in mongolo: Зүүнгар Züüngar che letteralmente significa "(mano) sinistra"; pinyin: Zhǔngáěr; russo: Джунгария Džungarija) è una regione storica dell'Asia centrale avente una superficie di 777.000 km² circa, e corrispondente alla porzione settentrionale dell'odierna provincia cinese nord-occidentale dello Xinjiang e, in misura minore, ai territori occidentali della Mongolia ed a quelli orientali del Kazakistan.
Luogo d'origine della popolazione degli Oirati, tra il XV ed il XVI secolo giunse ad identificarsi sineddoticamente con il Khanato degli Zungari, il quale, oltre alla Zungaria propriamente detta, comprendeva vasti territori della regione immediatamente ad ovest della Grande Muraglia Cinese, quali l'intero Kazakistan, l'odierno Kirghizistan e una porzione della Siberia meridionale.

## Storia
Nella seconda metà del XVII secolo le tribù mongole del KoKunor (Kochot, Zungari, Torguti, Durbet) furono riunite nel vasto Khanato degli Zungari dal condottiero calmucco Galdan. Nel 1690 fu organizzata la prima campagna militare dell'impero cinese contro gli Zungari a seguito della rivolta degli Oirati. Con la vittoria cinese fu stipulato il trattato che ripartì nel 1692 la suddivisione dei mongoli Kalkhas in 37 bandiere sotto il protettorato imperiale.
Nel 1696 ebbe luogo la seconda spedizione militare, ove lo stesso Galdan rimase ucciso e i tre khan dei Khalkhas furono obbligati ad organizzarsi in 55 bandiere tributarie della Cina.
Nel 1715, dopo varie campagne a danno dei cinesi, Habdan Khan riprese le razzie verso est conquistando la città di Hami. Ebbe inizio così la terza spedizione militare cinese: Habdan fu inseguito e sconfitto dal generale manciù Fu Ning Ngan, il quale occupò la sede del khanato a Ürümqi. Nel 1719 Habdan invase il Tibet, devastando vari monasteri tibetani, legittimando per reazione i cinesi ad occupare Lhasa ove nominarono il settimo Dalai Lama, insieme ad un proprio governatore civile (il Kwo hoang) ed istituirono un protettorato sulla regione (1720). Alla morte di Habdan ascese al trono Ch'ai ling Galdan (1727) che rinnovò le spedizioni belliche e le razzie contro la Cina. Gli succedette il figlio Namurchar (1745). Ma i khan tribali T'sai tsi si ribellarono alla sua autorità e nominarono come grande khan Lama Darcha che uccise il fratellastro Namurchar.
Tuttavia, neppure questi regnò a lungo: Amursana, khan dei Hosak'o (cosacchi kirghizi), già alleato di Namurchar, fece uccidere Lama Darcha per nominare nuovo khan Davachi. Ben presto questi si ribellò alla invadente tutela di Amursana che fuggì, chiedendo aiuti alla Cina. L'imperatore manciù inviò allora in suo aiuto e per porre fine alle periodiche razzie degli Zungari, un'armata di 50.000 fanti e 80.000 cavalieri agli ordini di Pan ti e dello stesso Amursana. Catturato Davachi, Amursana, tuttavia, fece massacrare le truppe cinesi e si proclamò nuovo khan. Nella nuova spedizione militare i cinesi di Chao hoe sconfissero nel 1757 Amursana che fuggì in esilio in Russia ove morì.
Intanto, i piccoli khan musulmani del Tarim, preoccupati per la presenza dell'esercito manciù nella regione dell'Ili, attaccarono i cinesi, annientando nel 1758 l'armata di Ta'ha chan. Il generale cinese Chao hoe, allora, nel 1760 ricevette l'ordine di annientare la potenza degli Zungari. Nel 1760 conquistò Kashgar, mentre l'altro generale, Fu Te, attraversato il Ch'ing hai, conquistò Kotan (Hi Tien) e Yarkand. I khan di Kashgar e Yarkand si ritirarono con i Huchum nel Pamir per riorganizzare il contrattacco, ma sorpresi da Fu Te, furono uccisi o catturati. Il Turkestan orientale fu così annesso all'impero mancese, mentre i khanati ad ovest del Pamir si dichiararono tributari. La regione fu allora organizzata in colonie militari (Sinkiang) e successivamente in provincia.

## Khan zungari
- Solon Rab dan Galdan 1653-1697
- T'se wang Habdan 1697-1727
- Ch'ai ling Galdan Tseren 1727-1745
- Namurchar 1745-1747
- Lama Darcha 1747-1755
- T'se wang Davachi 1755
- Amursana 1755-1757